# Бозга, Жан-Клод Адример
Жан-Клод Адример Бозга (рум. Jean Claude Adrimer Bozga; 1 июня 1984, Галац, Румыния) — румынский футболист, защитник датского «ХБ Кёге».

## Карьера
В 1992 году Бозга начал заниматься в молодёжной команде «Дунэря Галац». В 2002 году состоялся дебют румынского футболиста в основном составе клуба.
В 2007 году Жан-Клод заключил контракт с клубом «Петролул». В 2011 году игрок перешёл в состав команды «Конкордия» из Кьяжны.
В 2012 году руководство команды «Минск» подписало с Бозга контракт до конца года. 23 декабря 2012 было объявлено, что клуб не будет продлевать контракт с румыном. В феврале 2013 года Бозга присоединился к датскому клубу «Вестшелланн».